# Jacques-Henri Bernardin de Saint-Pierre

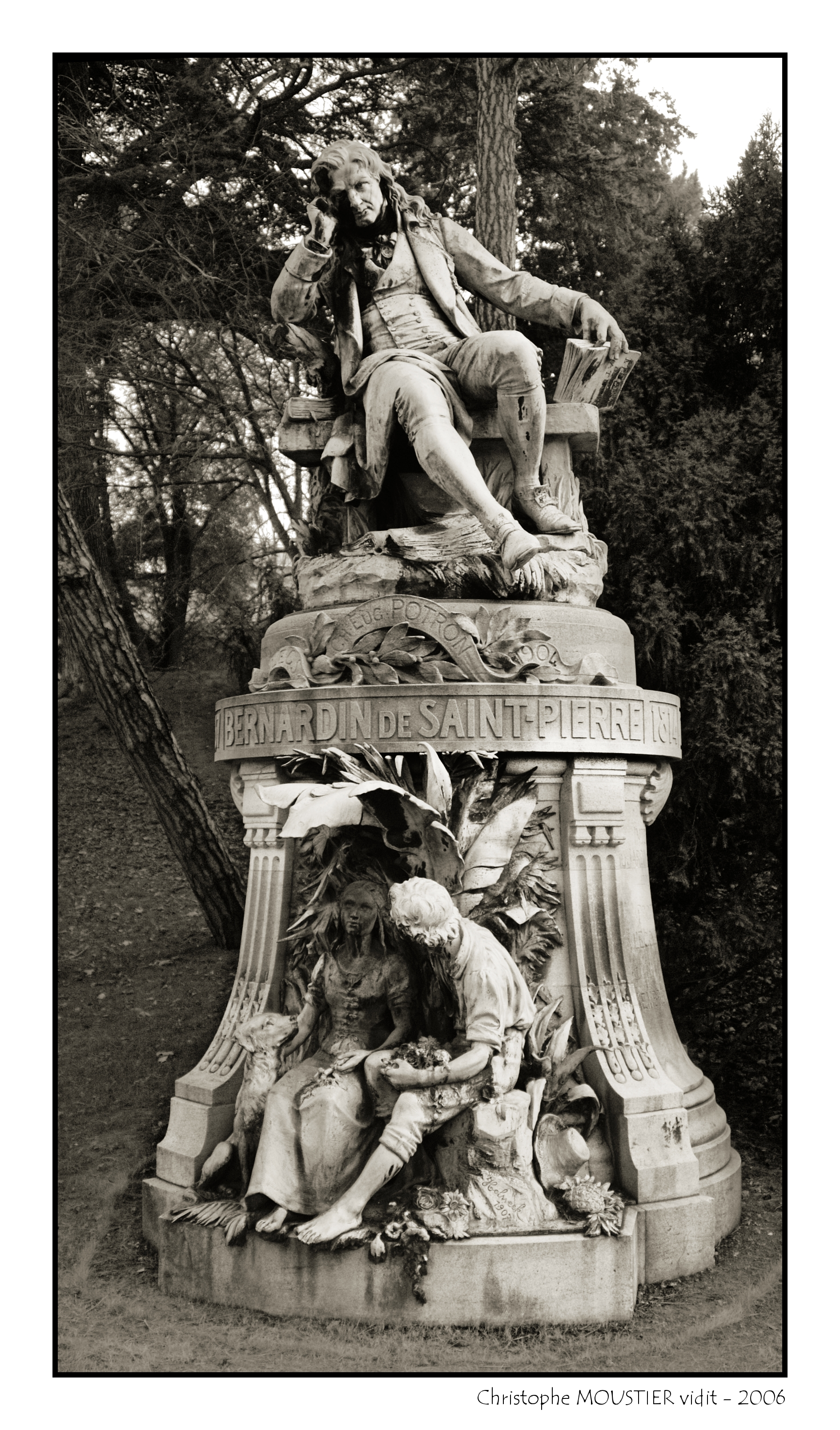
Estatua en el Jardin des Plantes.

Jacques-Henri Bernardin de Saint-Pierre (El Havre, 19 de enero de 1737-Éragny, 21 de enero de 1814) fue un escritor y botánico francés. Su obra más conocida es su novela Paul et Virginie, publicada en 1787.
Nombrado en 1760 ingeniero numerario del ejército, participó en algunas campañas, pero perdió su grado por insubordinación. A partir de su cese en el ejército, recorrió diversos países en busca de un empleo, entre ellos Rusia, Polonia, Alemania, Holanda y Malta. En 1768 fue enviado a la Isla de Francia como ingeniero del rey. Regresó a París en 1771 donde se enfrentó a diversos expedientes.
Su obra Voyage à l'Ile de France, publicada en 1773, tuvo un éxito limitado. Sin embargo, sus Estudios sobre la naturaleza (publicados en tres volúmenes en 1784) inspirados por su amigo Jean-Jacques Rousseau tuvieron un gran éxito y le reportaron fama y dinero.
Su novela más conocida, Paul et Virginie, no tuvo muy buena acogida y si no llega a ser por la intervención del pintor Claude Joseph Vernet seguramente habría terminado destruida.
En 1791, Bernardin de Saint-Pierre fue nombrado intendente del Jardin des Plantes en substitución de Buffon y en 1795 fue elegido miembro del Instituto de Francia y en 1803 de la Academia francesa.
Desde su posición en el Instituto, Saint Pierre se dedicó a rebatir a Isaac Newton que afirmaba que las mareas se debían sobre todo a la influencia de la Luna, afirmación que Saint-Pierre no compartía.

## Obra
- Voyage à l'Île de France, à l'île Bourbon et au cap de Bonne-Espérance, 2 vol. (1773)
- L'Arcadie (1781)
- Études de la nature (3 vol.) (1784)
- Paul et Virginie (1787). La primera edición española, Pablo y Virginia, traducida por José Miguel Alea, se publicó en Madrid, en la imprenta de Pantaleón Aznar, en 1798. Hay numerosas traducciones y reediciones posteriores. El compositor italiano Gianandrea Gavazzeni compuso en 1935 una ópera basada en esta novela, que tituló Paolo e Virginia (libreto de Mario Ghisalberti). Asimismo, la compositora argentina María Isabel Curubeto Godoy (1896-1959) estrenó en el Teatro Colón de Buenos Aires su propia ópera "Paolo e Virginia" en 1946, con libreto de Giuseppe Adami y Renato Simoni, siendo la única ópera compuesta por una compositora de sexo femenino que se haya estrenado en ese teatro.
- La Chaumière indienne (1790). La cabaña indiana (sic), junto con la siguiente, El café de Surate, fue traducida y publicada por primera vez en Valencia, en la imprenta de José Ferrer de Orga, en 1811.
- Le Café de Surate (1790)
- Les Vœux d'un solitaire (1790)
- De la nature de la morale (1798)
- Voyage en Sibérie (1807)
- Harmonies de la nature (3 vol.) (1815)

- La abreviatura «Bernardin» se emplea para indicar a Jacques-Henri Bernardin de Saint-Pierre como autoridad en la descripción y clasificación científica de los vegetales.[4]